# Margaret Court
Margaret Jean Court (født Margaret Jean Smith den 16. juli 1942 i Albury, New South Wales, Australien) er en tidligere professionel australsk tennisspiller og nuværende præst i Pinsebevægelsen. Hun har vundet 62 grand slam-titler i tennis, hvilket ingen andre har præsteret, og hun er fortsat indehaver af en lang række rekorder i tennisverdenen.
I 1970 blev Court den første kvinde i den åbne æra (og den anden nogensinde), der fuldførte en grand slam i damesingle (dvs. vandt alle fire grand slam-titler i damesingle i samme kalenderår). Hun vandt i alt 24 grand slam-titler i damesingle, hvilket (pr. 2016) fortsat er rekord, 19 i damedouble og 19 i mixed double, hvilket giver 62 grand slam-titler alt i alt – et antal som ingen andre (pr. 2016) har været i stand til at matche. Margaret Court er også den eneste kvinde, der har fuldført en grand slam i mixed double, hvilket hun endda har gjort to gange. Og hun deler rekorden for flest grand slam-titler i damesingle vundet som mor med Kim Clijsters. Court er endvidere den eneste spiller i tennishistorien, der to gange har vundet et grand slam "boxed set", dvs. alle fire titler i både damesingle, damedouble og mixed double.
Margaret Court blev i 1979 valgt ind i International Tennis Hall of Fame, der bl.a. har beskrevet hende således: "For sheer strength of performance and accomplishment there has never been a tennis player to match Margaret Smith Court". I 2010 beskrev Melbourne-avisen Herald Sun hende som "alle tiders største kvindelige tennisspiller."
I 1970'erne konverterde Margaret Court fra katolicisme til Pinsebevægelsen, og i 1991 blev hun præst i Pinsebevægelsen. Hun grundlagde året efter præsteskabet Margaret Court Ministries, som hun turnerede landet med, og i juni 1995 dannede hun Victory Life Centre i Perth, hvor hun fortsat fungerer som præst. Hun har offentligt udtalt sig kritisk om indførelse af homoseksuelles rettigheder såsom lovliggørelse af homovielser.